# Shapez 2
Shapez 2 (stylisé shapez 2) est un jeu vidéo de gestion d'usines développé et édité par tobspr Games, sorti en accès anticipé le 15 août 2024 sur PC.

## Système de jeu
À l'instar de son prédécesseur Shapez, le joueur extrait et transforme diverses ressources dans un monde généré de manière procédurale afin d'approvisionner un centre appelé « Vortex ». Différents types de bâtiments sont disponibles, tels que des équilibreurs, des coupeurs et des extracteurs. Il n'y a pas de conditions de victoire et tous les bâtiments sont gratuits, de sorte que les usines peuvent théoriquement se développer à l'infini.
Au fur et à mesure que l'usine s'agrandit, le joueur doit fabriquer des formes plus complexes composées de plusieurs couches de formes découpées et teintées. Chaque forme contient jusqu'à quatre couches de quatre quadrants. Dans les phases ultérieures du jeu, les joueurs devront fournir des milliers d'exemplaires de ces formes au Vortex.
L'une des principales différences est le passage de la 2D à la 3D, qui permet au joueur de construire sur plusieurs couches. Les formes restent en 2D et la plupart des bâtiments sont toujours limités à un par couche.
Shapez 2 adopte également un nouveau thème, passant d'un simple fond blanc à l'espace. Les îles modulaires et les trains spatiaux sont introduits en même temps que le nouveau thème, permettant au joueur de copier-coller facilement des sections d'usines. Le joueur a également la possibilité d'ajuster la difficulté du jeu, qui détermine la taille des ressources et la position des îles.

## Développement et sortie
La première bande-annonce de Shapez 2 est diffusée le 16 août 2023. Une démo est mise à disposition sur Steam le 25 janvier 2024, qui reçoit des critiques positives,. Shapez 2 est sorti en accès anticipé le 15 août 2024.
Le jeu est développé par le studio indépendant allemand tobspr Games à l'aide du moteur Unity. Le studio a bénéficié d'un financement partiel de 537 833 euros de la part du gouvernement allemand via la « Computerspielförderung des Bundes ».
Contrairement à son prédécesseur, qui était gratuit et open source, Shapez 2 est payant à l'acquisition.

## Réception
Shapez 2 reçoit des critiques positives lors de son lancement en accès anticipé. Ollie Toms de Rock, Paper, Shotgun décrit le jeu comme étant « incomparablement satisfaisant », tandis que Lawrence Scotti de PCGamesN déclare que le jeu « maintient une atmosphère zen ».

### Traduction
- (en) Cet article est partiellement ou en totalité issu de l’article de Wikipédia en anglais intitulé « Shapez 2 » (voir la liste des auteurs).